# Калвер Сити (Калифорнија)
Калвер Сити (енгл. Culver City) град је у америчкој савезној држави Калифорнија. По попису становништва из 2020. у њему је живело 40.779 становника.

## Демографија
Према попису становништва из 2010. у граду је живело 38.883 становника, што је 67 (0,2%) становника више него 2000. године.
| Група             | 2000.          | 2010.          |
| Белци             | 18.675 (48,1%) | 18.649 (48,0%) |
| Афроамериканци    | 4.644 (12,0%)  | 3.694 (9,5%)   |
| Азијати           | 4.667 (12,0%)  | 5.742 (14,8%)  |
| Хиспаноамериканци | 9.199 (23,7%)  | 9.025 (23,2%)  |
| Укупно            | 38.816         | 38.883         |